# Nagrada Višnja Machiedo
Nagrada Višnja Machiedo, hrvatska književna nagrada za najbolje književno-esejističko djelo napisano na hrvatskom jeziku.

## Osnovno o nagradi
Nagradu je ustanovio Hrvatski P.E.N. centar 2013. godine, a nosi ime Višnje Machiedo. Dodjeljuje se svake godine za najbolje književno-esejističko djelo napisano na hrvatskom jeziku u produkciji nakladnika registriranih u Republici Hrvatskoj a objavljeno u prošloj godini. Prijedloge za dodjelu nagrade mogu podnositi građani Republike Hrvatske, javni i drugi djelatnici u kulturi, udruge i druge pravne osobe u kulturi, ustanove u kulturi i ostale pravne osobe koje imaju sjedište u Republici Hrvatskoj. Prijedlog za dodjelu Nagrade treba biti pismeno obrazložen i sadržavati osnovne podatke o autorici/autoru, odnosno suautorima predloženim za dodjelu Nagrade, te obrazloženje razloga za dodjelu Nagrade. Pet primjeraka knjiga šalje se na adresu Hrvatskog PEN centra. Nagrada se sastoji od novčanog iznosa 10.000 kn i plakete. Dodjeljuje se na rođendan Višnje Machiedo, 27. ožujka.

## Dobitnici
Dosadašnji dobitnici:
- 2013.: Ingrid Šafranek za knjigu Bijela tinta.
- 2014.: Viktor Žmegač za knjigu Europa x 10.
- 2015.: Renata Jambrešić Kirin za knjigu Korice od kamfora.
- 2016.: Morana Čale za knjigu O Duši i tijelu teksta: Polić, Kamov, Krleža, Marinković.
- 2017.: Ljiljana Filipović za knjigu Klub krivaca.
- 2018.: Dorta Jagić za knjigu Veće od kuće.
- 2019.: Slobodan Šnajder za knjigu Umrijeti u Hrvatskoj
- 2020.: Nives Opačić za knjigu Završne riječi, ipak
- 2021.: Marko Grčić za knjigu Otpalo lišće
- 2022.: Zdravko Zima za knjigu Putnik s lažnim pasošem
- 2023.: Žarko Paić za knjigu Antonin Artaud: Sunce i mahnitost
- 2024.: Snježana Banović za knjigu Vila lutaka